# Liis
Liis ist ein weiblicher Vorname.

## Herkunft und Bedeutung
Der Name ist die estnische Kurzform von Elisabeth.

## Bekannte Namensträgerinnen
- Liis Emajõe (* 1991), estnische Fußballspielerin
- Liis Jürgens (* 1983), estnische Komponistin
- Liis Lemsalu (* 1992), estnische Sängerin
- Liis Ott (* 1990), estnische Fußballspielerin
- Liis Pello (* 1988), estnische Fußballspielerin
- Liis Saharov (* 1980), estnische Fußballspielerin
- Liis Tappo-Treial (* 1970), estnische Schauspielerin

Zweitname
- Maarja-Liis Ilus (* 1980), estnische Sängerin
- Nele-Liis Vaiksoo (* 1984), estnische Sängerin und Musicaldarstellerin